# Edward Sarul
Edward Sarul) (* 16. listopadu 1958 Nowy Kościół) je bývalý polský atlet, mistr světa ve vrhu koulí z roku 1983.

## Kariéra
Na mistrovství Evropy v Athénách v roce 1982 skončil mezi koulaři jedenáctý. Svůj největší úspěch zaznamenal při premiéře světového šampionátu v Helsinkách v roce 1983, kde v soutěži koulařů zvítězil. V této sezóně si rovněž vytvořil osobní rekord 21,68 metru.